# Federico de Goyarts y Lam
Federico de Goyarts y Lam (Goirle, Países Bajos, 5 de abril de 1935 - ) es un filósofo y escritor de origen neerlandés. Se especializó en orientación y formación humana básica tanto en el ámbito personal como en lo interpersonal, acuñándolo con el término de “ingeniería humana”. Recibió la nacionalidad española en Granada en los años 80, y desde entonces, actúa en público por medio de artículos, libros, conferencias, cursos así como en programas de radio y TV.

## Biografía
Federico de Goyarts y Lam, el mayor de una familia de 6 hijos, nace en Goirle (NB), Países Bajos, el 5 de abril de 1935. La madre, Eveline Lam, de origen judío, abogada, políglota como lo será su hijo, se casó con Maxilimiliano de Goyarts, un industrial textil del sur del país. El abuelo, padre de Eveline, Mozes Marcus Lam, es un comisionista de piedras preciosas, creando un taller de talla de diamantes de renombre en Ámsterdam, figura en el registro de hombres ilustres de la época.
Tanto él como la abuela paterna, marcan la educación del pequeño Federico. Mozés M Lam Jr fundará uno de los primeros círculos de Antroposofía, ejerciendo con ello una gran influencia sobre su hija y sobrino. 
El padre de Federico, Maximilliam Goyarts, es aficionado a la música y forma un conjunto de jazz. Conocerá a Nat King Cole y Adrian Rollini en Nueva York. Ambos visitan y pernoctan en la casa de Eveline en Tilburg. El padre también practica el mimo y la pantomima siguiendo a su maestro, Marcel Marceau. El padre de Maximilliam fue un empresario textil dedicado principalmente a los tejidos de lana de camello.
El joven Federico se forma a duras penas en el textil con el fin de trabajar en la empresa familiar. A los 25 años enferma y permanece, al igual que su hermana, un año y medio en un sanatorio debido a una tuberculosis pulmonar. En estas circunstancias, le nace el interés a la filosofía y teología. Al salir, se instala en París y terminará por ingresar en un seminario de vocaciones tardías. Permanece un año en el sur de Francia, luego dos años en Madrid y cinco cerca de Barcelona para seguidamente incorporarse a la facultad de filosofía de Fribourg (Suiza). Allí conoce al dominico León Bertrand Geiger, que le hace conocer la metafísica y la mística, al médico reumatólogo y psiquiatra, Albert Jung, primo de Carl Gustav Jung, que le introduce en la psicología jungiana, y al filósofo judío Emanuel Levinas de origen lituano, con cátedra en Nanterre, que le hace conocer la tradición religiosa judía y la fenomenología de Edmund Husserl.
Termina filosofía e inicia psicología entre París y su país de origen. Al regresar, se dedica a orientar a jóvenes religiosos que al salir de sus respectivas instituciones, encuentran dificultades para incorporarse a la vida civil. A la vez imparte los Ejercicios Espirituales de Ignacio de Loyola, escribiendo varios artículos al respecto.
Forma un centro de salud en los años 70, ejerciendo como podólogo y asesor conyugal y familiar, siguiendo su formación en el Instituto de Locht en Bruselas. En esta época se familiariza con el Hatha Yoga, gracias al maestro André van Lysebeth y con diversas técnicas como la del Grito Primal, diversas técnicas de regresión, técnicas de terapia de grupo y técnicas de relajación y meditación.
En el 1975, se traslada con su mujer junto a otras españolas a Granada y abre un gabinete de documentación y consulta para asuntos de pareja y de sexualidad. Imparte cursos en colegios y a profesores en materia de educación sexual. Será cofundador de la Asociación Andaluza de Sexología y de Planificación Familiar, lo que le lleva a tomar asiento en el consejo de la Región Europea de la Federación de Asociaciones de PF y de Sexología. En este contexto publica y participa en numerosas publicaciones. Participa en numerosos programas de radio (Radio Cadena Española, Cadena SER, Cadena COPE) y más tarde en Antena 3 y TV Vasca. Edita y dirige un programa de 10 entregas para TVM (Motril) con el título "También el sexo es amor".
En el año 1992, redacta un curso para alumnos de 1º y 2º de ESO para mayor aprovechamiento de sus propios recursos, que se presenta a la Dirección General de la UNESCO.
Desde el año 2000, redacta y dirige cursos de "crecimiento personal". Siguiendo con la práctica del Hatha Yoga, se centra en la relajación y meditación; temas acerca de las cuales publica artículos e imparte cursos. Con su hija se inicia al Reiki y comienza un estudio acerca de la sanación siguiendo métodos alternativos.
Actualmente asesora a doctorandos, investigadores y escritores en diversas materias como son filosofía, psicología, antropología, historia, sexología y espiritualidad. Reside en Motril, un pueblo de la Costa Granadina.
En los años 70 se casa con una mujer vasca en Bélgica, con la que regenta un centro de salud. Separado de su primera mujer, se une a otra mujer andaluza, de la cual nacen tres hijos. Junto a su hija sigue investigando y publicando acerca de la espiritualidad y terapias de sanación alternativas.
Ya a la edad de 75, se interesa por la agroecología. Así se incorporará en el equipo de una finca experimental, situada en la Costa Granadina. Se encargará, tanto de la secretaría, como de la formación y relaciones con agencias y organizaciones del sector.
Con el equipo desarrollan un modelo de actuación agrícola sostenible con una clara apuesta por la bio-diversidad. Se trata de un modelo y un diseño a pequeña escala, a ser replicado sobre grandes superficies. Una tendencia ya presente en norte-Europa y en particular en los Países Bajos, liderado por la Universidad de Wageningen (WUR). Al tratarse de empresas pequeñas, se agrupan en “clústeres” con plataformas que aseguran la distribución directa de su producción. Todo lo cual se concibe y se proyecta desde el equipo inicial, en una clara perspectiva de economía circular y verde.

## Obra
Ha publicado diversos libros: “Hay un camino para ser feliz”, “Cosas de Amor y Desamor”, “Cosas de Pareja. Compendio de Soluciones y Terapias Breves”, “Apuntes para pasarlo bien juntos”, “Pareja y Familia en crisis”, “También los mayores crecen” (dedicado a la Universidad de Mayores de Granada y su fundador el Prof. Dr Miguel Guirao), “Crecer y ser persona” (otro curso de crecimiento personal),  “Meditar o conectarse con uno mismo”, “La Despedida” y “Me llamo Hernán”. También ha publicado diversos artículos relacionados con la filosofía, psicología, antropología, historia, sexología, espirtualidad y sanación. El psicólogo español Joaquín Grau lo referencia en su obra como una de sus inspiraciones para desarrollar la terapia psicológica llamada anatheóresis. También ha sido referenciado en diversos trabajos de investigación dentro del ámbito de la psicología y la sexología